# テレビといっしょ
『テレビといっしょ』とは、かつて小学館が1985年に創刊した幼児向けテレビ番組雑誌で1995年ごろに休刊された。1991年には、増刊としていたずら・ぶっくが発売され2017年まで発売していた。

## 概要
本誌は、てれびくんを購読する年齢層よりも低い年齢層をターゲットとし、子供達に人気が高いテレビアニメや特撮の情報で構成されていた。

## おもに掲載されていたキャラクター

### 両性向けキャラクター
- ひらけ!ポンキッキ
  - Super Kids Zone ポンキッキーズ
- ドラえもん
- Dr.スランプ アラレちゃん（集英社の少年誌『週刊少年ジャンプ』から参加）
- 忍者ハットリくん
- おかあさんといっしょ
  - にこにこぷん
  - ドレミファ・どーなっつ!
- パーマン
- 世界名作劇場
  - 小公女セーラ
  - 愛少女ポリアンナ物語
  - 愛の若草物語
  - 小公子セディ
  - ピーターパンの冒険
  - 私のあしながおじさん
  - トラップ一家物語
  - 大草原の小さな天使 ブッシュベイビー
  - 若草物語 ナンとジョー先生
  - 七つの海のティコ
  - ロミオの青い空（最終刊まで連載）
- オバケのQ太郎
- へーい!ブンブー
- ロボタン
- 宇宙船サジタリウス
- 東映不思議コメディーシリーズ
  - もりもりぼっくん
  - おもいっきり探偵団 覇悪怒組
  - じゃあまん探偵団 魔隣組
  - 魔法少女ちゅうかなぱいぱい!
  - 魔法少女ちゅうかないぱねま!
  - 美少女仮面ポワトリン
  - 不思議少女ナイルなトトメス
  - うたう!大龍宮城
  - 有言実行三姉妹シュシュトリアン
- ウルトラB
- エスパー魔美
- キテレツ大百科
- ビリ犬
- それいけ!アンパンマン（『フレーベル館』）
- 昆虫物語みなしごハッチ
- チンプイ
- きかんしゃトーマス
- おばけのホーリー
- ちいさなおばけアッチコッチソッチ（ポプラ社の『小さな童話』から参加）
- ジャンケンマン
- タイニー・トゥーンアドベンチャーズ
- チロリン村物語
- クレヨンしんちゃん（双葉社の漫画誌『月刊まんがタウン』から参加）
- 忍たま乱太郎（朝日小学生新聞から参加）
- ポコニャン!
- 3丁目のタマ うちのタマ知りませんか?

### 男の子向けキャラクター
- キン肉マン（集英社の少年誌『週刊少年ジャンプ』から参加）
  - キン肉マン　キン肉王位争奪編（集英社の少年誌『週刊少年ジャンプ』から参加）
- キャプテン翼（集英社の少年誌『週刊少年ジャンプ』から参加）
  - キャプテン翼J（集英社の少年誌『週刊少年ジャンプ』から参加）
- ウルトラシリーズ
- スーパー戦隊シリーズ
  - 電撃戦隊チェンジマン
  - 超新星フラッシュマン
  - 光戦隊マスクマン
  - 超獣戦隊ライブマン
  - 高速戦隊ターボレンジャー
  - 地球戦隊ファイブマン
  - 鳥人戦隊ジェットマン
  - 恐竜戦隊ジュウレンジャー
  - 五星戦隊ダイレンジャー
  - 忍者戦隊カクレンジャー
  - 超力戦隊オーレンジャー（最終刊まで連載）
- プロゴルファー猿
- 忍者戦士飛影
- ドラゴンボール（集英社の少年誌『週刊少年ジャンプ』から参加）
  - ドラゴンボールZ（集英社の少年誌『週刊少年ジャンプ』から参加、最終刊まで連載）
- マシンロボシリーズ
  - マシンロボ クロノスの大逆襲
  - マシンロボ ぶっちぎりバトルハッカーズ
- がんばれ!キッカーズ
- 仮面ライダーシリーズ
  - 仮面ライダーBLACK
  - 仮面ライダーBLACK RX
  - 仮面ライダーZO
  - 仮面ライダーJ（最終刊まで連載）
- ビックリマンシリーズ
  - ビックリマン
  - 新ビックリマン
  - スーパービックリマン
- 仮面の忍者赤影（『秋田書店』より）
- つるピカハゲ丸くん
- 魔神英雄伝ワタル
  - 魔神英雄伝ワタル2
- おぼっちゃまくん
- 魔動王グランゾート
- ダッシュ!四駆郎
- まじかるハット
- メタルヒーローシリーズ
  - 特警ウインスペクター
  - 特救指令ソルブレイン
  - 特捜エクシードラフト
  - 特捜ロボジャンパーソン
  - ブルースワット
  - 重甲ビーファイター（最終刊まで連載）
- 兄弟拳バイクロッサー
- からくり剣豪伝ムサシロード
- 江戸っ子ボーイ がってん太助
- ゲッターロボ號
- 機甲警察メタルジャック
- 超電動ロボ 鉄人28号FX
- 仮面ライダーSD
- 勇者シリーズ
  - 勇者特急マイトガイン
  - 勇者警察ジェイデッカー
  - 黄金勇者ゴルドラン（最終刊まで連載）
- レッドバロン
- ヤマトタケル
- ミュータント・タートルズ

### 女の子向けキャラクター
- ぴえろ魔法少女シリーズ
  - 魔法のスターマジカルエミ
  - 魔法のアイドルパステルユーミ
  - 魔法のデザイナーファッションララ - ぴえろとセイカのコラボレーションオリジナル商品の連載化作品
- アイドル伝説えり子
- 魔法使いサリー
- ちびまる子ちゃん（集英社の少女誌『りぼん』から参加）
- アイドル天使ようこそようこ
- 魔法のプリンセス ミンキーモモ
- ママは小学4年生
- 花の魔法使いマリーベル
- みかん絵日記（白泉社の少女誌『月刊LaLa』から参加）
- ムカムカパラダイス（少女誌『ちゃお』から参加）
- 愛天使伝説ウェディングピーチ（少女誌『ちゃお』から参加）
- 愛と勇気のピッグガールとんでぶーりん（少女誌『ちゃお』から参加）